# Ellen Neustädter
Ellen Neustädter, auch Ellen Geyer, Ellen Geyer-Neustädter (geboren am 20. September 1881; gestorben am 12. Juni 1926 in Berlin) war eine deutsche Schauspielerin, Sängerin, Schauspiellehrerin und Regisseurin.

## Leben und Wirken
Die Eltern von Ellen Neustädter waren die Übersetzerin Adele Neustädter und der Schriftsteller Max Neustädter. Über ihre Kindheit und Ausbildung ist nichts bekannt.
Ihre künstlerische Laufbahn begann 1903 am Intimen Theater in Nürnberg. 1904 wechselte sie an das Deutsche Theater Berlin. 1905 und 1907 trat sie am Kleinen Theater in Berlin auf. 1912 und 1926 war sie am Residenztheater Berlin engagiert. 1906 heirate sie den Theaterregisseur Emil Geyer. 1907 wurde die gemeinsame Tochter Eva Maria Geyer geboren. Ellen Geyer-Neustädter war in Berlin ebenfalls als Lehrerin an der Schauspielschule des Deutschen Theaters tätig. Sie unterrichtete dort in den Fächern Rollenstudium und Ensemblespiel. Von der Kritik wurde sie für ihre schauspielerische Leistung in Henry Batailles Liebeswalzer (1910) besonders gelobt. In Ein Amen (1910) beschreibt Else Lasker-Schüler die Schauspielkunst von Ellen Neustädter als „eine tiefe Dichtung“.
1912 übersiedelte die Familie nach Wien. Emil Geyer übernahm die Leitung der Neuen Wiener Bühne. Im selben Jahr trat Ellen Geyer-Neustädter dem Verband der Neuen Wiener Bühnen bei und war bis 1921 als Schauspielerin, Sängerin und Regisseurin an der Neuen Wiener Bühne tätig. Ab 1915 begannen Ellen Geyer-Neustädter und Emil Geyer gemeinsam den Nachwuchs für die Neuen Wiener Bühnen auszubilden.
1919 stieß Leo Reuss (auch Leo Reiss) zum Ensemble der Neuen Wiener Bühne dazu und Ellen Geyer-Neustädter ging eine Beziehung mit dem Schauspieler ein. Nach der Trennung von Emil Geyer 1921 (vollzogen 1924) gingen Reuss und Ellen Neustädter gemeinsam nach Hamburg an die Kammerspiele. Bereits nach einem Jahr trennten sich die beiden. In der Nacht des 12. Juni 1926 nahm sich Ellen Neustädter in einer Berliner Pension im Stadtteil Charlottenburg mit dem Schlafmittel Veronal das Leben. Sie hinterließ einen Abschiedsbrief, in dem sie bedauerte ihre Ehe für Reuss aufgegeben zu haben und nicht mehr gebraucht zu werden.

## Regie (Auswahl)
- 1913: Eugène Brieux: Die Schiffbrüchigen, Neue Wiener Bühne
- 1915: Anton Wildgans: Armut, Deutsches Volkstheater

## Schauspiel (Auswahl)
- 1910: Henry Bataille: Liebeswalzer (La marche nuptiale), Rolle: Grâce de Plessans, Regie: Emil Geyer, Kammerspiele des Deutschen Theaters,
- 1915: Henrik Ibsen: Gespenster, als Gast: Albert Bassermann, Neue Wiener Bühne
- 1915: Henrik Ibsen: John Gabriel Borkman, Rolle: Ella Rentheim, Regie: Emil Geyer, Neue Wiener Bühne
- 1915: Armin Friedman und Hans Kottow: Onkel Bernhard, Rolle: Betty, Regie: Ludwig Stärk, Neue Wiener Bühne
- 1920: Eugène Brieux: Die rote Robe, Rolle: Yanetta Etchepare, Regie: Karl Miksch, Neue Wiener Bühne
- 1920: Karl Michael von Levetzow: Ruth, Rolle: Witwe Noemi, Musik: Hans Gál, Neue Wiener Bühne

## Hörspiele (Auswahl)
- 1926: Gotthold Ephraim Lessing: Minna von Barnhelm (Eine Dame in Trauer) – Regie: Alfred Braun (Sendespiel (Hörspielbearbeitung) – Funk-Stunde Berlin)[8]